# Matthias Zehnder
Matthias Zehnder (* 14. Mai 1967 in Winterthur) ist ein Schweizer Journalist und Buchautor.
An der Universität Zürich studierte Zehnder Germanistik, Philosophie und Didaktik. Sein Einstieg in den Journalismus erfolgte bei der Tageszeitung Der Landbote. In den 1990er Jahren war er an mehreren Neugründungen von Zeitschriften beteiligt, zuletzt im Jahr 2000 bei der Netzwoche.
Er war von 2007 bis 2012 Chefredaktor der Coopzeitung und von 2012 bis 2016 der Basellandschaftlichen Zeitung.
Matthias Zehnder ist verheiratet und hat drei Kinder.

## Veröffentlichungen
- Geschichte und Geschichten des Internets, SmartBooks 1998
- Gefahr aus dem Cyberspace?, Springer Basel/Birkhäuser Verlag 1998
- Die Aufmerksamkeitsfalle, Zytglogge Verlag 2018
- Die Digitale Kränkung, NZZ Libro 2019